# Traismauer
Traismauer is een gemeente in de Oostenrijkse deelstaat Neder-Oostenrijk, gelegen in het district Sankt Pölten-Land (PL). De gemeente heeft ongeveer 5600 inwoners.

## Geografie
Traismauer heeft een oppervlakte van 43,14 km². Het ligt in het noordoosten van het land, ten westen van de hoofdstad Wenen en in de buurt van de deelstaathoofdstad Sankt Pölten.

## Galerij

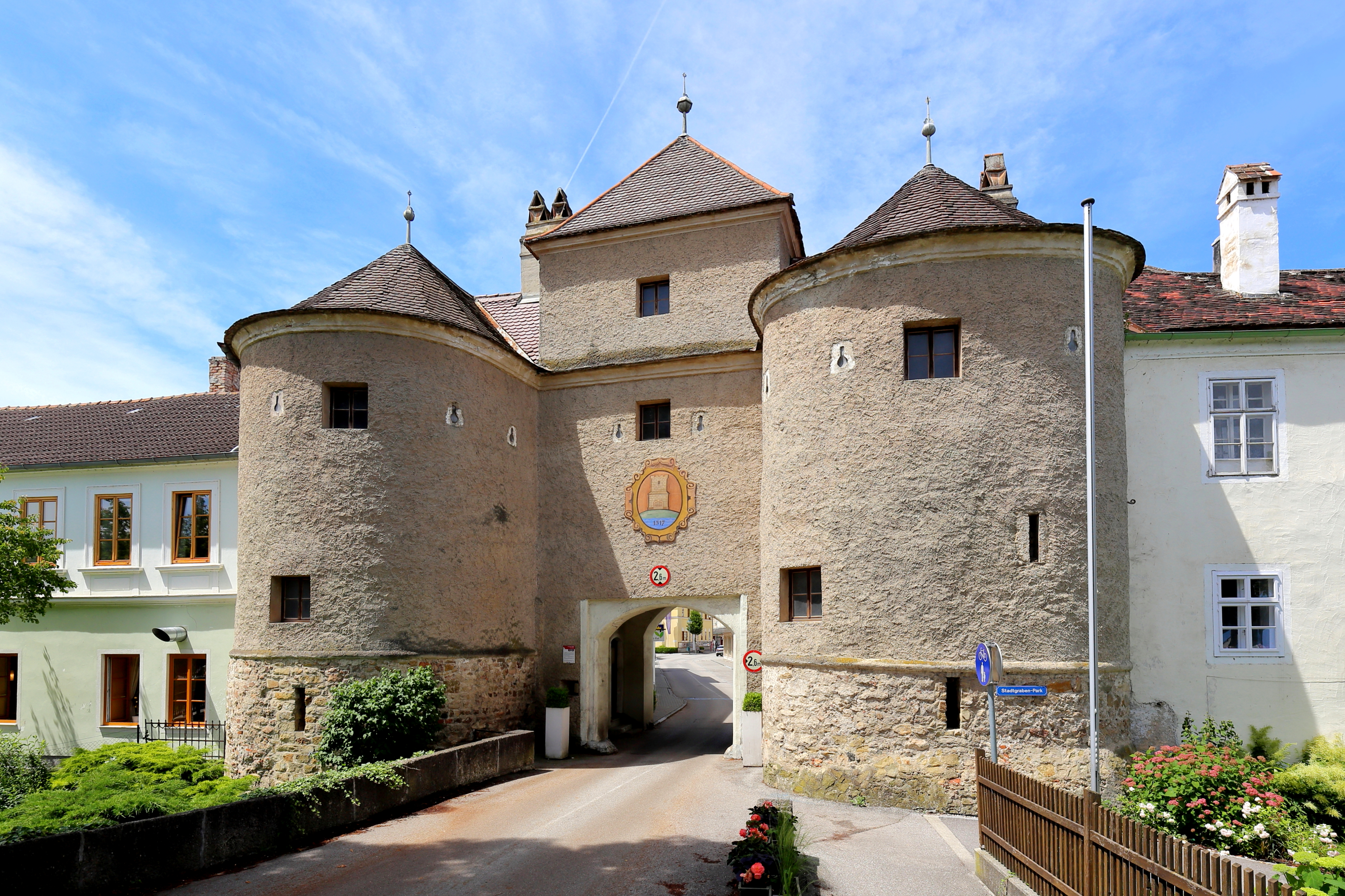
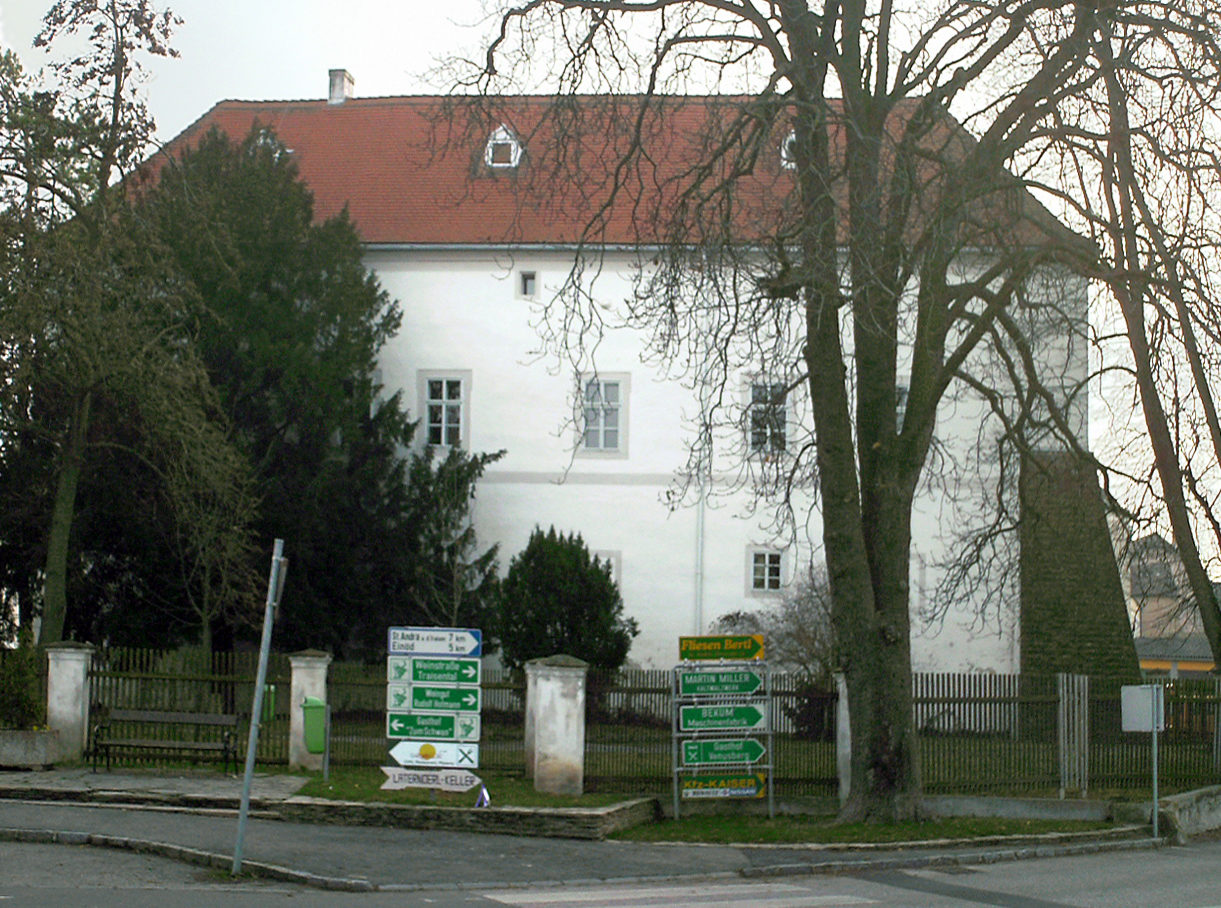
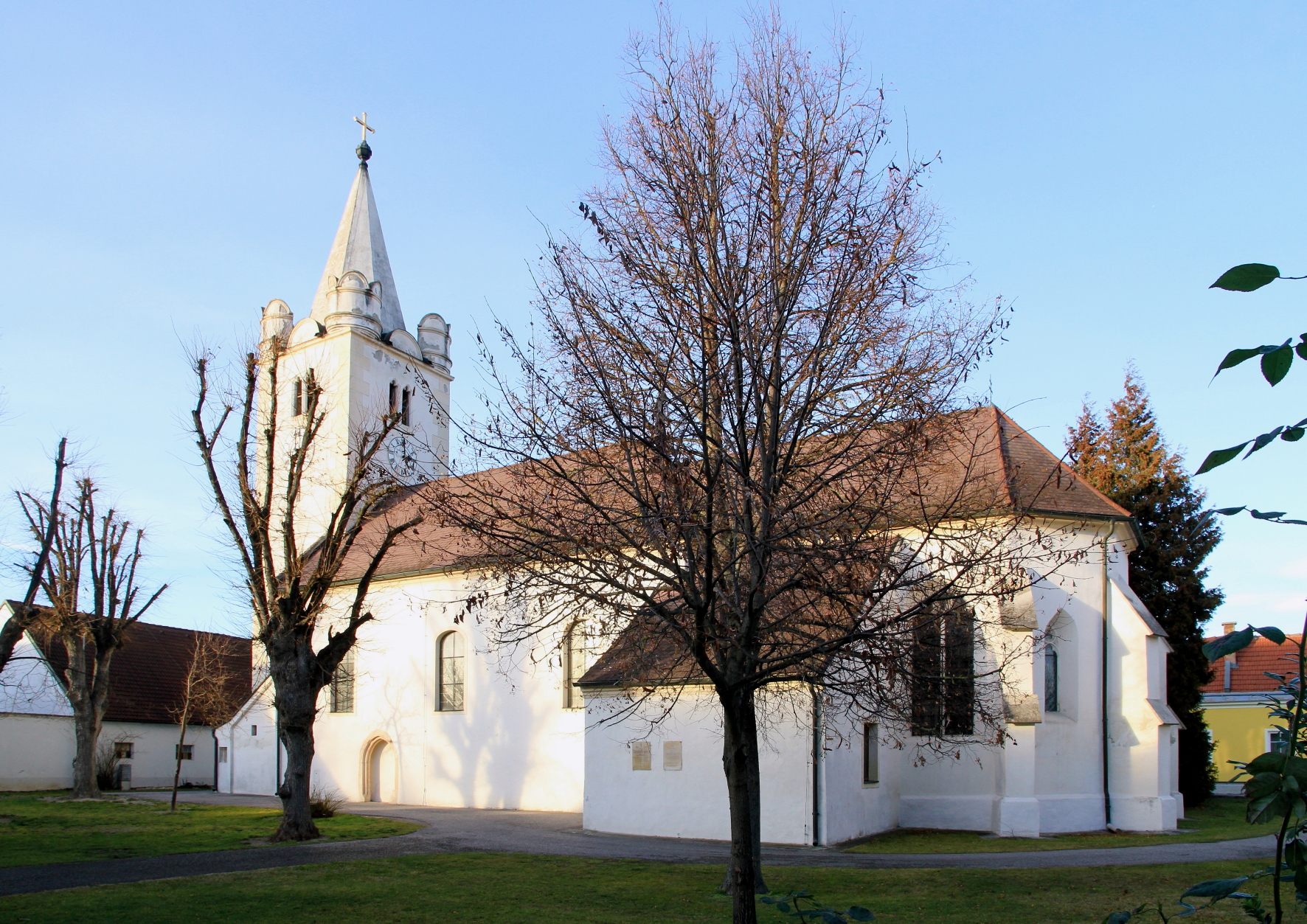
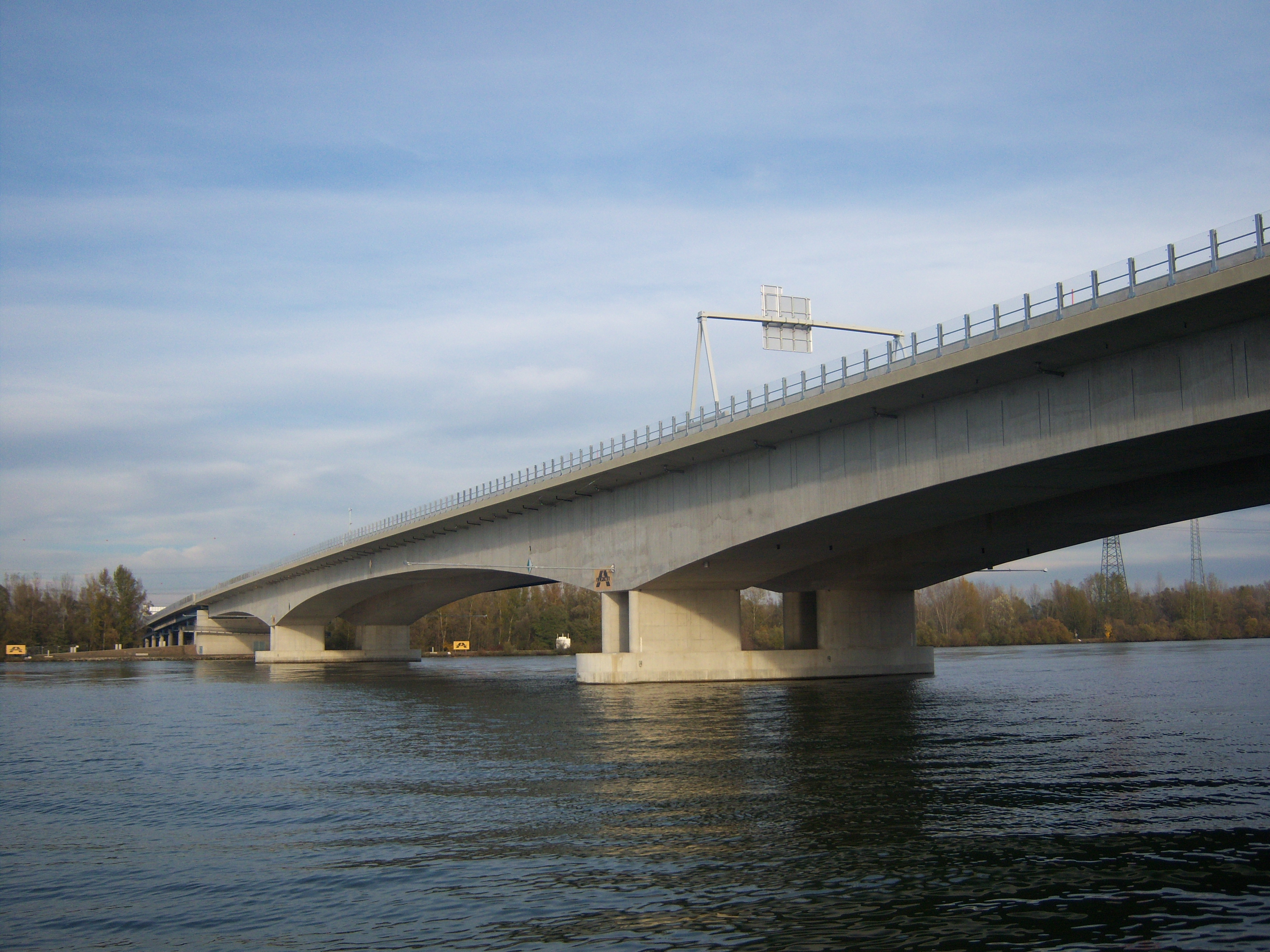

Altlengbach · Asperhofen · Böheimkirchen · Brand-Laaben · Eichgraben · Frankenfels · Gerersdorf · Hafnerbach · Haunoldstein · Herzogenburg · Hofstetten-Grünau · Inzersdorf-Getzersdorf · Kapelln · Karlstetten · Kasten bei Böheimkirchen · Kirchberg an der Pielach · Kirchstetten · Loich · Maria-Anzbach · Markersdorf-Haindorf · Michelbach · Neidling · Neulengbach · Neustift-Innermanzing · Nußdorf ob der Traisen · Ober-Grafendorf · Obritzberg-Rust · Perschling · Prinzersdorf · Pyhra · Rabenstein an der Pielach · Schwarzenbach an der Pielach · St. Margarethen an der Sierning · Statzendorf · Stössing · Traismauer · Weinburg · Wilhelmsburg · Wölbling
- Bibliothèque nationale de France: cb11948331q (data)
- Gemeinsame Normdatei: 4060599-1
- Library of Congress Control Number: n94116665
- MusicBrainz: 3514b315-1300-4f3e-b532-b2902c37f33a
- Nationale Bibliotheek van Tsjechië: ge1082337
- Nationale Bibliotheek van Israël: 987007533239905171
- Virtual International Authority File: 149653821
- WorldCat: E39PBJc7TdjJxMhkR8tJPv3xXd